# Philomedes hirutai
Philomedes hirutai är en kräftdjursart som beskrevs av Louis S. Kornicker 1984. Philomedes hirutai ingår i släktet Philomedes och familjen Philomedidae. Inga underarter finns listade i Catalogue of Life.